# 藤原忯子
藤原 忯子（ふじわら の しし/よしこ、 安和2年（969年） - 寛和元年7月18日（985年8月7日））は、平安時代中期の女性。藤原為光の娘。花山天皇の女御。

## 概要
永観2年（984年）に入内し、弘徽殿に入った。花山天皇から深い寵愛を受け、懐妊したが、寛和元年7月18日に急死。花山天皇は嘆き悲しみ出家を考えるようになった。結局、花山天皇は当時、蔵人の地位にあった藤原道兼の勧めもあり出家し、法皇となった。
入内後、間もなく懐妊し、懐妊3ヶ月の頃(永観2年11月)、忯子の父・為光は里下がりを花山天皇に奏上したが(出産は里（実家）で行うのが慣例だった)、忯子をそばに置きたい花山天皇はこれを認めなかった。（「栄花物語」）
懐妊5ヶ月が経った985年（寛和元年）5月11日、宮中の桂芳坊で修法が行われ、実資は例がないとして非難している　（修法（加持祈祷）は、里で行うのが通例。（「小右記」）
ようやく里下がりが許された頃には忯子の容体が悪化してしまったが、忯子を寵愛する花山天皇は会いたいあまりに無理に参内させた。（「栄花物語」）
忯子は弱り果て、為光は泣く泣く花山天皇に訴え、輦車で退出させたのだという。　
しかし、容態は良くならず、985年（ 寛和元年）7月18日、懐妊12ヶ月で薨去。
法性寺で営まれた忯子の四十九日法会での為光の願文には
・鍾愛する娘で妃にするつもりで大事に育てた。
・16歳で入内して花山天皇の寵愛を受けて懐妊したが、許しがなく、なかなか里下がりできなかった。
・娘は病になり、重くなるばかり。
・花山天皇からの使者は引きも切らさず、手紙も数えきれないほど届いたが、7月に娘は死去した
といった事が記されている。

## 註釈
1. 1 2 3  吉重丈夫 (2021年5月7日). “第65代・花山天皇の皇位継承”. WEB歴史街道.  PHP研究所. 2023年8月31日閲覧。
2. ↑  荒木浩 (2018年6月28日). “文遊回廊  第９回　大鏡　六十五代　花山院”. 京都新聞. 2023年8月31日閲覧。
3. ↑  “栄花物語と摂関政治”. Transactions of the Japan Academy 34 (3):  151–189. (1977). doi:10.2183/tja1948.34.151. ISSN 0388-0036.

| スタブアイコン | サブスタブ | この項目は、まだ閲覧者の調べものの参照としては役立たない、人物に関連した書きかけの項目です。この項目を加筆・訂正などしてくださる協力者を求めています（P:人物伝/PJ:人物伝）。 |